# Antalya
Antalya là một thành phố tự trị (büyük şehir) của Thổ Nhĩ Kỳ. Thành phố nằm trên bờ biển Địa Trung Hải, phía nam của Thổ Nhĩ Kỳ và là điểm đến du lịch nổi tiếng, được mệnh danh là "Thủ đô du lịch của Thổ Nhĩ Kỳ", thu hút 30% lượng khách quốc tế đến quốc gia này. Đây là thành phố lớn thứ 5 tại Thổ Nhĩ Kỳ với dân số hơn 2,2 triệu người (2014).

## Địa lý
Thành phố nằm ở bờ biển tây nam của Thổ Nhĩ Kỳ, giữa dãy núi Taurus và Địa Trung Hải. Được bao bọc một bên bởi các dãy núi hùng vĩ, thành phố còn có 657 km bờ biển với các bãi tắm, cảng và các thành phố cổ, bao gồm cả di sản thế giới Xanthos. Địa hình có đến 77,8% diện tích là núi, 10,2% đồng bằng và 12% địa hình gồ ghề. Nhiều ngọn núi cao từ 2500–3000 m.

### Khí hậu
| Dữ liệu khí hậu của Antalya                          | Dữ liệu khí hậu của Antalya | Dữ liệu khí hậu của Antalya | Dữ liệu khí hậu của Antalya | Dữ liệu khí hậu của Antalya | Dữ liệu khí hậu của Antalya | Dữ liệu khí hậu của Antalya | Dữ liệu khí hậu của Antalya | Dữ liệu khí hậu của Antalya | Dữ liệu khí hậu của Antalya | Dữ liệu khí hậu của Antalya | Dữ liệu khí hậu của Antalya | Dữ liệu khí hậu của Antalya | Dữ liệu khí hậu của Antalya |
| Tháng                                                | 1                           | 2                           | 3                           | 4                           | 5                           | 6                           | 7                           | 8                           | 9                           | 10                          | 11                          | 12                          | Năm                         |
| ---------------------------------------------------- | --------------------------- | --------------------------- | --------------------------- | --------------------------- | --------------------------- | --------------------------- | --------------------------- | --------------------------- | --------------------------- | --------------------------- | --------------------------- | --------------------------- | --------------------------- |
| Cao kỉ lục °C (°F)                                   | 23.9 (75.0)                 | 26.7 (80.1)                 | 28.6 (83.5)                 | 36.4 (97.5)                 | 41.7 (107.1)                | 44.8 (112.6)                | 45.0 (113.0)                | 44.6 (112.3)                | 42.5 (108.5)                | 38.7 (101.7)                | 33.0 (91.4)                 | 25.4 (77.7)                 | 45.0 (113.0)                |
| Trung bình ngày tối đa °C (°F)                       | 15.0 (59.0)                 | 15.9 (60.6)                 | 18.4 (65.1)                 | 21.8 (71.2)                 | 26.4 (79.5)                 | 31.6 (88.9)                 | 34.9 (94.8)                 | 34.9 (94.8)                 | 31.7 (89.1)                 | 27.3 (81.1)                 | 21.6 (70.9)                 | 16.7 (62.1)                 | 24.7 (76.5)                 |
| Trung bình ngày °C (°F)                              | 9.8 (49.6)                  | 10.8 (51.4)                 | 13.1 (55.6)                 | 16.4 (61.5)                 | 20.9 (69.6)                 | 25.7 (78.3)                 | 28.9 (84.0)                 | 29.0 (84.2)                 | 25.6 (78.1)                 | 20.9 (69.6)                 | 15.3 (59.5)                 | 11.4 (52.5)                 | 19.0 (66.2)                 |
| Tối thiểu trung bình ngày °C (°F)                    | 5.9 (42.6)                  | 6.5 (43.7)                  | 8.3 (46.9)                  | 11.3 (52.3)                 | 15.7 (60.3)                 | 20.1 (68.2)                 | 23.4 (74.1)                 | 23.7 (74.7)                 | 20.1 (68.2)                 | 15.9 (60.6)                 | 10.7 (51.3)                 | 7.5 (45.5)                  | 14.1 (57.4)                 |
| Thấp kỉ lục °C (°F)                                  | −4.3 (24.3)                 | −4.6 (23.7)                 | −1.6 (29.1)                 | 1.4 (34.5)                  | 6.7 (44.1)                  | 11.1 (52.0)                 | 14.8 (58.6)                 | 13.6 (56.5)                 | 10.3 (50.5)                 | 4.9 (40.8)                  | 0.0 (32.0)                  | −1.9 (28.6)                 | −4.6 (23.7)                 |
| Lượng Giáng thủy trung bình mm (inches)              | 210.6 (8.29)                | 112.7 (4.44)                | 94.5 (3.72)                 | 63.1 (2.48)                 | 37.0 (1.46)                 | 10.1 (0.40)                 | 4.0 (0.16)                  | 5.0 (0.20)                  | 22.0 (0.87)                 | 76.6 (3.02)                 | 152.1 (5.99)                | 271.7 (10.70)               | 1.059,4 (41.71)             |
| Số ngày giáng thủy trung bình                        | 12.63                       | 10.83                       | 9.57                        | 8.43                        | 7.10                        | 3.30                        | 1.20                        | 0.73                        | 2.63                        | 6.20                        | 8.47                        | 12.40                       | 83.5                        |
| Độ ẩm tương đối trung bình (%)                       | 69                          | 68                          | 65                          | 68                          | 68                          | 63                          | 58                          | 60                          | 58                          | 62                          | 67                          | 70                          | 65                          |
| Số giờ nắng trung bình tháng                         | 151.9                       | 161.0                       | 201.5                       | 231.0                       | 291.4                       | 330.0                       | 344.1                       | 325.5                       | 273.0                       | 232.5                       | 177.0                       | 145.7                       | 2.864,6                     |
| Số giờ nắng trung bình ngày                          | 4.9                         | 5.7                         | 6.5                         | 7.7                         | 9.4                         | 11.0                        | 11.1                        | 10.5                        | 9.1                         | 7.5                         | 5.9                         | 4.7                         | 7.5                         |
| Nguồn 1: Cơ quan Khí tượng Nhà nước Thổ Nhĩ Kỳ       |                             |                             |                             |                             |                             |                             |                             |                             |                             |                             |                             |                             |                             |
| Nguồn 2: Deutscher Wetterdienst (đo độ ẩm 1931–1960) |                             |                             |                             |                             |                             |                             |                             |                             |                             |                             |                             |                             |                             |

## Du lịch

### Các thành phố cổ và di tích cổ

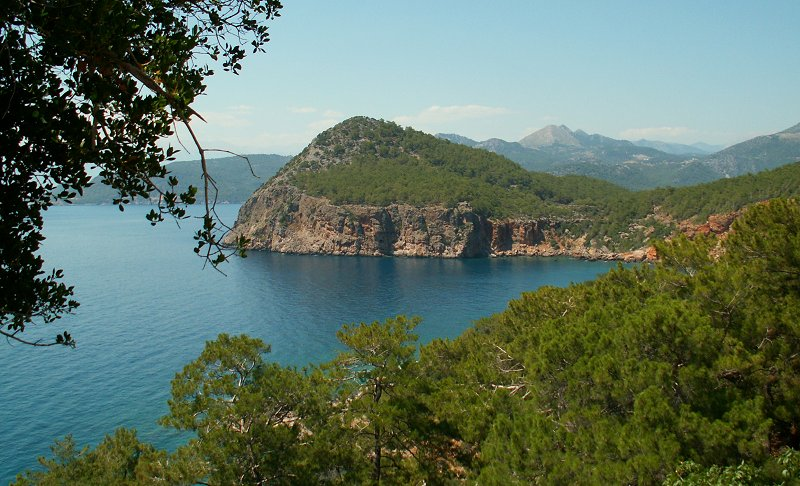
Bán đảo Korsan Koyu gần Antalya

Thành phố Pisidia Ariassos 48 km dọc theo xa lộ Antalya-Burdur.
- Ở huyện Kumluca: Acaliasos, Cormus, Gagae, Idebessos, and the ancient Lycian city of Olympos,
- Ở huyện Kale: Andriake, Antiphellos, Apallai, Myra, Phellos, Sure
- Ở huyện Üçağız: Apollonia, Hysa, Ilysa, Istloda, Teimiusa
- Ở huyện Finike: Arycanda, Limyra, Melanippe, Trebema, and Lycian rock graves
- Ở huyện Kemer, (southwest of Antalya): Idyros, and the Lycian city of Phaselis
- Ở Side; thị xã, Seleucia (Pamphylia), và đền Athena.
- Nhà thờ Saint Nicholas ở Demre
- Các hang động Beldibi, Damlataş và Karain
- Cổng Hadrian, công sự La Mã. Gần thành phố Aspendos, Perge (trên hai đồi, một thời là kinh đô của Pamphylia) và thành phố Pisidia Termessos.
- Karaburun và Seyamük ở Elmalı
- Kyneai ở Kaş
- Poğla tại Korkuteli
- Silliyon (thị xã Serik), thế kỷ 4 trước CN.
- Simena tại Kekova
- Tlos
- Thành cổ Lycia Xanthos (Kınık)

### Các vườn quốc gia

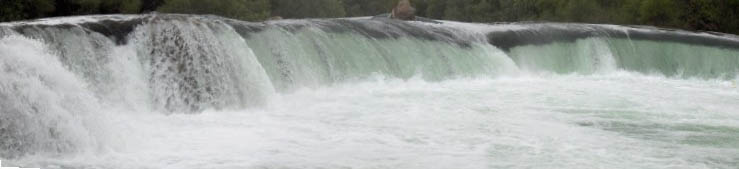
Thác nước Manavgat.

- Vườn quốc gia Koprulu
- Vườn quốc gia Termessos
- Vườn quốc gia Olympos

### Các địa điểm tự nhiên khác

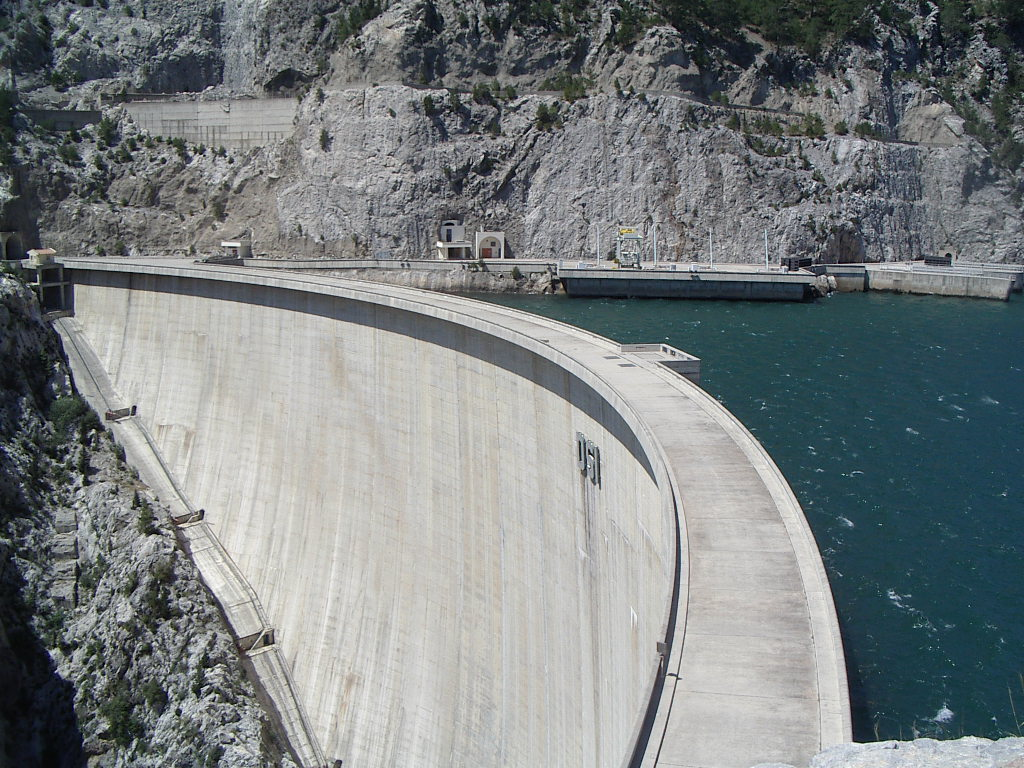
Đập Oymapinar trên sông Manavgat.

- Thác nước Manavgat
- Thác nước Kursunlu
- Thác nước Duden
- Đập Oymapinar
- Hẻm núi Köprülü
- Rừng thông Düzler
- Saklikent
- Chimaera